# جان اسپوزیتو
جان اسپوزیتو (به انگلیسی: John Esposito) (متولد ۱۹ ماه می سال ۱۹۴۰، بورکلین، نیویورک سیتی)، استاد امور بین‌الملل و مطالعات اسلامی در دانشگاه جرج‌تاون می‌باشد. او مدیر مرکز شاهزاده الولید بن طلال برای فهم متقابل مسلمانان و مسیحیان در دانشگاه جرج تاون می‌باشد.
جان اسپوزیتو استاد دانشگاه جورج تاون آمریکا در زمینه دین و پژوهش‌های اسلامی و امور بین‌المللی و همچنین بنیانگذار و سرپرست مرکز شناخت متقابل اسلام و مسیحیت است. اسپوزیتو در زمینه اسلام، اسلام سیاسی و اثرات جریان‌های اسلامی از شمال آفریقا تا آسیای جنوب شرقی صاحب تخصص است و علاوه بر فعالیت‌های یاد شده در مراکز متعدد دیگر نیز فعالیت داشته و دارد از جمله مرکز مطالعات مربوط به اسلام و دموکراسی که نایب رئیس آن بوده‌است. اسپوزیتو سرپرست و سر ویراستار دائرةالمعارف چهار جلدی آکسفورد راجع به جهان اسلام مدرن (۱۹۹۵) تاریخ اسلام آکسفورد (۱۹۹۹)، فرهنگ نامه اسلام آکسفورد و دنیای اسلام گذشته و حال آکسفورد است. او صاحب بیش از ۳۰ کتاب است.

## آثار

### ترجمه به فاررسی
1. آینده اسلام، مترجم: مهدی امینی، نشر ثالث، تهران، ۱۴۰۱.[۳]
2. چه کسی از طرف اسلام سخن می گوید؟، ترجمه: سهیلا ناصری، نشر هرمس، تهران، ۱۳۹۶.[۴]
3. یکی از کتاب های مهم او که در مقطع کارشناسی ارشد علوم سیاسی تدریس می شود جنبش های اسلامی معاصر است.